# Organization Structure

Organization Structure

Eine Organization Structure (Organisationsstruktur) ist ein Analysemuster in der Softwareentwicklung. Es handelt sich um eine erweiterte Version der Organization Hierarchy mit typisierten Relationen, um mehrere Hierarchien in einer Primärorganisation abbilden zu können. Die Organization Structure bietet also im Vergleich mit der Organization Hierarchy mit etwas mehr Komplexität eine deutlich höhere Flexibilität.
Wenn in der Organisation häufig Änderungen an den Organisationsstrukturtypen erwartet werden, so sollten Regeln (englisch: rules) zu Einschränkungen (englisch: constraints) in eine eigene Klasse ausgelagert werden. Wenn stattdessen häufig Änderungen an den Organizationstypen zu erwarten sind, so sollten die Einschränkungen in den jeweiligen Organisationsobjekten enthalten sein. Durch eine optimierte Platzierung der Regeln wird sichergestellt, dass häufige Änderungen in der Organisationsstruktur eine möglichst geringe Änderungen im Datenmodell bewirken.